# Волонтерівська волость
Волонтерівська волость — історична адміністративно-територіальна одиниця Аккерманського повіту Бессарабської губернії.
Станом на 1886 рік складалася з єдиного поселення, єдиної сільської громади. Населення — 1890 осіб (953 осіб чоловічої статі та 937 — жіночої), 195 дворових господарств.
|                     | Площа, десятин | У тому числі орної, дес. |
| ------------------- | -------------- | ------------------------ |
| Сільських громад    | 16893          | 14036                    |
| Приватної власності | 150            | 150                      |
| Казенної власності  | —              | —                        |
| Іншої власності     | —              | —                        |
| Загалом             | 17043          | 13186                    |

Поселення волості:
- Волонтерівка — село при річці Сарата за 60 верст від повітового міста, 2558 осіб, 597 дворів, православна церква, школа, лікарня, поштова станція, лавка, 2 шинка, винний склад, рейнський погріб, базари щотижня.